# Transformers 3 : La Face cachée de la Lune
Pour les articles homonymes, voir Transformers (homonymie) et La Face cachée de la Lune.
Série Transformers
Transformers 2 : La Revanche
(2009) Transformers : L'Âge de l'extinction
(2014)
Pour plus de détails, voir Fiche technique et Distribution.
Transformers 3 : La Face cachée de la Lune (Transformers: Dark of the Moon) est un film américain de science-fiction réalisé par Michael Bay, sorti en 2011.
Il s'agit du troisième long métrage de la franchise Transformers inspirée des jouets Transformers de Hasbro. Produit par Steven Spielberg, il fait suite aux précédents opus de la série intitulés Transformers (2007) et Transformers 2 : La Revanche (Transformers : Revenge of the Fallen, 2009). Le film clôt la première trilogie de la saga Transformers.
C'est un gros succès du box-office mondial.
Shia LaBeouf, Josh Duhamel, Tyrese Gibson et John Turturro reprennent leurs rôles respectifs, avec Peter Cullen, la voix originale d'Optimus Prime et Hugo Weaving, celle de Mégatron. Ehren Kruger, ayant auparavant collaboré dans le scénario du film, est de nouveau impliqué.
Sur Cybertron, la guerre a jadis fait rage entre Decepticons et Autobots. Ces derniers sur le point de perdre détachèrent un vaisseau contenant une cargaison secrète mais l'astronef endommagé s'écrasa sur la Lune en 1961. Américains et Russes détectèrent l'impact et la course à la Lune fut ainsi lancée. En 1969, la mission Apollo 11 finit par découvrir hors caméras les restes du vaisseau, ignorant l'Autobot qui y sommeille.

## Synopsis
De nos jours, Sam Witwicky essaie de vivre une vie normale avec Carly, sa nouvelle petite amie. Pendant ce temps, les Autobots et le NEST protègent la Terre de toute présence ennemie. Un indicateur russe les conduit à l'ancienne centrale de Tchernobyl où l'officier Lennox et ses hommes trouvent un objet en lien avec le programme spatial soviétique. Surgit alors une foreuse Decepticon (Driller) commandée par Shockwave qui s'empare de l'objet, mais Optimus Prime parvient à le récupérer ce qui s'avère en fait être une pièce de vaisseau Autobot. Peu après, l'indic russe est éliminé par un rapace robotique nommé Laserbeak.
Sam de son côté ne parvient à décrocher qu'un poste au service courrier d'un cabinet d'assurances dirigé par Bruce Brazos. Au NEST, Charlotte Mearing, chef des services secrets, explique aux Autobots que la pièce retrouvée fut secrètement collectée par les Russes sur la Lune dans les années 60. Optimus explique qu'elle provenait d'un vaisseau appelé « l'arche », commandé par Sentinel Prime, ancien chef des Autobots et possédant une technologie avancée. Les Américains n'ayant pas trouvé trace de cette technologie en fouillant l'arche en 1969 lors de la mission Apollo 11, ils doivent la récupérer avant que les Decepticons ne s'en emparent.
Carly est devenue l'assistante de Dylan Gould, un playboy multimillionnaire. Pendant ce temps, Optimus et Ratchet trouvent Sentinel Prime sur la Lune et des piliers enfermés avec lui dans la soute du vaisseau sans savoir que Mégatron en est l'instigateur. Les Decepticons ont en effet retrouvé le vaisseau il y a longtemps en infiltrant des humains. Une fois les informations obtenues, les indics sont tous éliminés. Sam est approché par l'un d'eux, Jerry, un collègue qui l'informe de la machination durant une altercation dans les toilettes où il fournit à Sam son manifeste. Cependant, Jerry est espionné par le Decepticon Laserbeak qui le tue pour effacer toutes preuves contre eux.
Quand Sam essaie d'en informer le NEST, il se heurte au scepticisme de Mearing. Peu après, Sentinel Prime est ranimé par Optimus grâce à la matrice qu'il porte en lui et explique que les piliers sont capables de créer un pont spatial. Seulement il n’y en a que cinq alors que l'arche en contenait des centaines, qui ne doivent pas tomber dans de mauvaises mains. Sam veut aider mais Mearing décide de ne pas l'impliquer malgré sa contribution d'antan pour la planète. Sam décide donc d'enquêter de son côté avec Bumblebee.
Ils retrouvent Seymour Simmons et Dutch, son assistant et ancien membre des services secrets allemands. Ils découvrent que les personnes tuées par les Decepticons sont toutes liées aux programmes spatiaux américain et russe. Dans le manifeste de Jerry, ils découvrent que ce dernier avait travaillé avec la N.A.S.A et a trafiqué un de leurs satellites pour qu’il ne photographie pas le côté caché de la planète (où se trouvent les piliers). Ils trouvent trace d'anciens  cosmonautes russes toujours en vie, même si Carly prend mal l'implication de Sam dans cette affaire.
Les cosmonautes sont retrouvés et après une altercation, finissent par montrer des clichés de la face cachée de la Lune montrant des centaines de piliers empilés. Simmons en conclut que c'est l'œuvre des Decepticons. Sam comprend que ces derniers voulaient que les Autobots ramènent Sentinel Prime sur Terre car seul Optimus pouvait le ranimer grâce à la matrice. Ainsi fait, le garçon pense que les Decepticons veulent maintenant s'emparer de Sentinel afin d'activer le pont spatial et prévient Mearing par téléphone.
Sam envoie Sideswipe, Bumblebee et Mirage escorter Sentinel Prime jusqu'au QG du NEST. Sur le trajet, trois agents Decepticons - les "Dreads" (Crankcase, Crowbar et Hatchet) les attaquent mais tous sont éliminés avec l'aide d'Ironhide venu en renfort. Mais une fois sur place, l'ancien chef Autobots révèle sa trahison : pendant la guerre, il avait pactisé avec Megatron pour la survie de Cybertron. Il tue alors Ironhide en lui tirant dessus par derrière, il tue également plusieurs agents du NEST (ainsi que les jumeaux Skids et Mudflap hors de l'écran), avant de s'emparer des piliers. Optimus arrive peu après et ne peut que constater l’impensable.
La nuit, Sentinel active un mini pont spatial entre la Terre et la Lune grâce aux cinq piliers en sa possession. S'y engouffrent alors plusieurs astronefs et des soldats Decepticons restés cachés sur la Lune. Optimus tente de raisonner son ancien maître en vain. Pendant ce temps, Sam découvre que la famille de Gould s'est alliée aux Decepticons pour prévenir toute tentative de retour sur la Lune depuis 1972. Carly est prise en otage par Soundwave et Gould oblige Sam à espionner les Autobots sur leur stratégie de riposte via une montre moucharde à son poignet.
Quelque 200 Decepticons sont téléportés avec les piliers restants sur Terre et Sentinel déclare qu'ils puiseront les ressources terriennes pour reconstruire Cybertron et que tous les Autobots doivent quitter la Terre. Les humains se soumettent, au grand dam de Sam, Simmons et Epps devenu consultant. Avant le départ des Autobots, Sam est contraint par son mouchard de questionner Optimus mais ce dernier rétorque que tout est terminé. Après des adieux à Bumblebee, Sam voit le vaisseau décoller mais Starscream surgit en embuscade et le détruit en vol.
Grâce au portable de Sam, Dutch localise Gould à la Trump Tower. Le garçon part sauver Carly avec l'aide de Epps et d'anciens militaires. Sentinel et Megatron ont désormais les mains libres et investissent Chicago. Ils font répartir les piliers tout autour du globe et se préparent à téléporter Cybertron afin d'asservir l'humanité pour la reconstruire, puis ordonnent le bouclage de la ville au prix de nombreuses vies.
Chicago est désormais impénétrable et Simmons préconise d'envoyer des mini drones sur la Trump Tower afin de localiser Sam. Sur place, lui, Epps et ses hommes se retrouvent en zone de guerre et sont très vite attaqués. Ils sont alors sauvés par Optimus et le reste des Autobots qui n'ont jamais quitté la planète, la destruction de leur navette étant un leurre pour mieux contre-attaquer en sachant que les Decepticons ne laisseront jamais la Terre en paix. Bumblebee embarque alors Sam à bord d'un chasseur ennemi pour secourir Carly. Cette dernière surprend dans l'intervalle une altercation entre Megatron et Sentinel Prime, avant que Sam et Bumblebee ne parviennent à la sauver des mains de Gould et à détruire Laserbeak. Prévenus par Gould, les Decepticons se mettent en chasse et font lever tous les ponts.
Grâce à un drone abattu, Sam et Carly révèlent les intentions des Decepticons au NEST et préconisent de détruire le pilier maître avant l'arrivée de Cybertron. Les Autobots sécurisent une voie d'accès pendant que Epps amène ses hommes, Sam et Carly au plus près de la cible pour un tir de roquette. Pendant que les Autobots font diversion, des Osprey larguent Lennox et ses hommes en wingsuit. Au même moment, le groupe de Epps parvient en position de tir mais l'immeuble où ils se trouvent est attaqué par les Decepticons avant d'être complètement détruit par la foreuse de Shockwave, le Driller. Optimus détruit l'engin mais Shockwave riposte et Optimus se retrouve coincé dans les câbles d'une grue.
Sentinel ordonne bientôt le déploiement des piliers. Sam et Carly sont séparés du groupe de Epps et attaqués par Starscream mais le garçon parvient à détruire son ennemi à l'aide d'un explosif fourni par Wheeljack. Le NEST finit par avoir un visuel sur la ville et plusieurs missiles Tomahawk sont lancés mais la situation tourne mal : la plupart des Autobots sont capturés par les Decepticons, les Wreckers tentent de libérer Optimus, le pont spatial est activé et Lennox, Epps et leurs hommes sont bloqués par les ponts levés.
Dutch parvient cependant à pirater le système et un des ponts s'abaisse. Barricade exécute Wheeljack mais juste avant que Soundwave n'en face de même avec Bumblebee, les Autobots Brains et Wheelie cachés dans un vaisseau mère font diversion en crashant l'appareil. Les prisonniers se libèrent et Bumblebee tue un Protoforme puis Soundwave (en). Puis grâce à une attaque coordonnée, hommes et Autobots progressent sur l'ennemi. Cybertron finit par apparaître dans le ciel mais Optimus Prime intervient et tue les Decepticons dans une impressionnante charge, ainsi que Shockwave et utilise le canon de ce dernier pour neutraliser le pilier principal.
Sentinel affronte alors Optimus mais les vaisseaux Decepticons constituent toujours une menace. Les missiles Tomahawk sont alors guidés sur eux et détruisent les aéronefs. Sam et Dylan Gould courent vers le pilier principal mais ce dernier parvient à réactiver le pont. De son côté, Carly retrouve Megatron et parvient à le monter contre Sentinel, en lui faisant réaliser qu'il n'est plus le chef des Decepticons et que le vieux Prime a pris le commandement à sa place. Sentinel, qui a pris le dessus sur Optimus est alors subitement stoppé par l'intervention de Megatron qui tire sur l'ancien chef Autobots, refusant de laisser quelqu’un d’autre gouverner la Terre à sa place. De son côté, Sam frappe Gould qui vient s'électrocuter à mort sur le pilier maître. Les Wreckers tue le Decepticon Devcon et l'appareil est détruit par Ratchet et Bumblebee, désactivant ainsi le vortex. Optimus se relève et profite de l'intervention de Megatron pour lui arracher la tête alors qu’il lui proposait une trêve. Juste après, Sentinel tente de convaincre Optimus qu’il a agi pour le bien de l’espèce des Transformers mais le chef des Autobots reste sourd et exécute froidement le vieux Prime.
Le combat est terminé. Optimus clame que malgré les Decepticons et les trahisons, les Autobots n'abandonneront jamais la Terre et ses habitants.

## Fiche technique
Sauf indication contraire, les informations mentionnées dans cette section peuvent être confirmées par les bases de données cinématographiques IMDb et Allociné,  présentes dans la section « Liens externes ».
- Titre original : Transformers: Dark of the Moon
- Titre français : Transformers 3 : La Face cachée de la Lune
- Réalisation :  Michael Bay
- Scénario : Ehren Kruger
- Musique : Steve Jablonsky
- Direction artistique : Julian Ashby, Benjamin Edelberg, Kevin Ishioka, Ben Procter, James F. Truesdale et Richard L. Johnson
- Décors : Nigel Phelps
- Costumes : Deborah Lynn Scott
- Photographie : Amir Mokri
- Son : Gary Summers, Jeffrey J. Haboush, Greg P. Russell
- Montage : Roger Barton, William Goldenberg et Joel Negron
- Production : Ian Bryce, Lorenzo di Bonaventura et Don Murphy
  - Production déléguée : Michael Bay, Steven Spielberg, Tom DeSanto, Brian Goldner et Mark Vahradian
  - Production associée : Matthew Cohan et Michael Kase
  - Coproduction : Kenny Bates et Allegra Clegg
- Sociétés de production : Tom DeSanto/Don Murphy Production et Di Bonaventura Pictures, en association avec Hasbro, présenté par Paramount Pictures et Dreamworks Pictures[N 1]
- Société de distribution : Paramount Pictures (États-Unis, Québec) ; Paramount Pictures France (France)[1] ; Universal Pictures International (Belgique) ; United International Pictures (Suisse romande)[2]
- Budget : 195 millions USD[3],[4]
- Pays de production :  États-Unis
- Langue originale : anglais
- Format : couleur (DeLuxe) — 35 mm — 2,39:1 (Panavision) — son Dolby Digital / SDDS / Datasat
- Genre : science-fiction, action
- Durée : 154 minutes
- Dates de sortie[5] :
  - États-Unis, Québec : 29 juin 2011[6]
  - France, Belgique, Suisse romande : 29 juin 2011[7],[8],[9]
- Classification[10] :
  - États-Unis : accord parental recommandé, film déconseillé aux moins de 13 ans (PG-13 - Parents Strongly Cautioned)[N 2]
  - France : tous publics (conseillé à partir de 10 ans)[7],[11]
  - Québec : tous publics (G - General Rating)
  - Suisse romande : interdit aux moins de 12 ans[12]

## Distribution
- Shia LaBeouf (VF : Jim Redler ; VQ : Hugolin Chevrette)[13] : Sam Witwicky

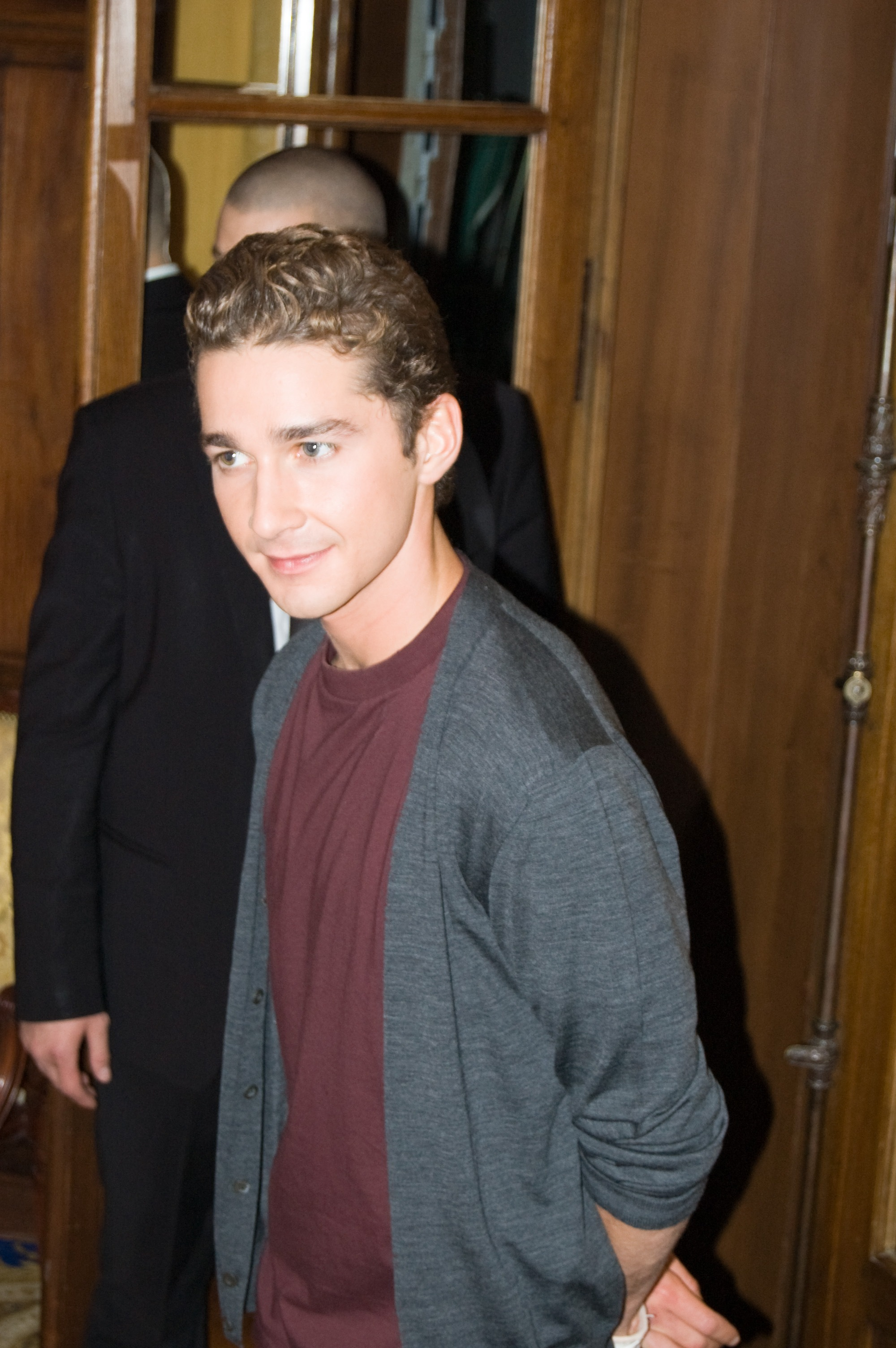
Shia LaBeouf, une nouvelle fois dans le rôle du protagoniste.

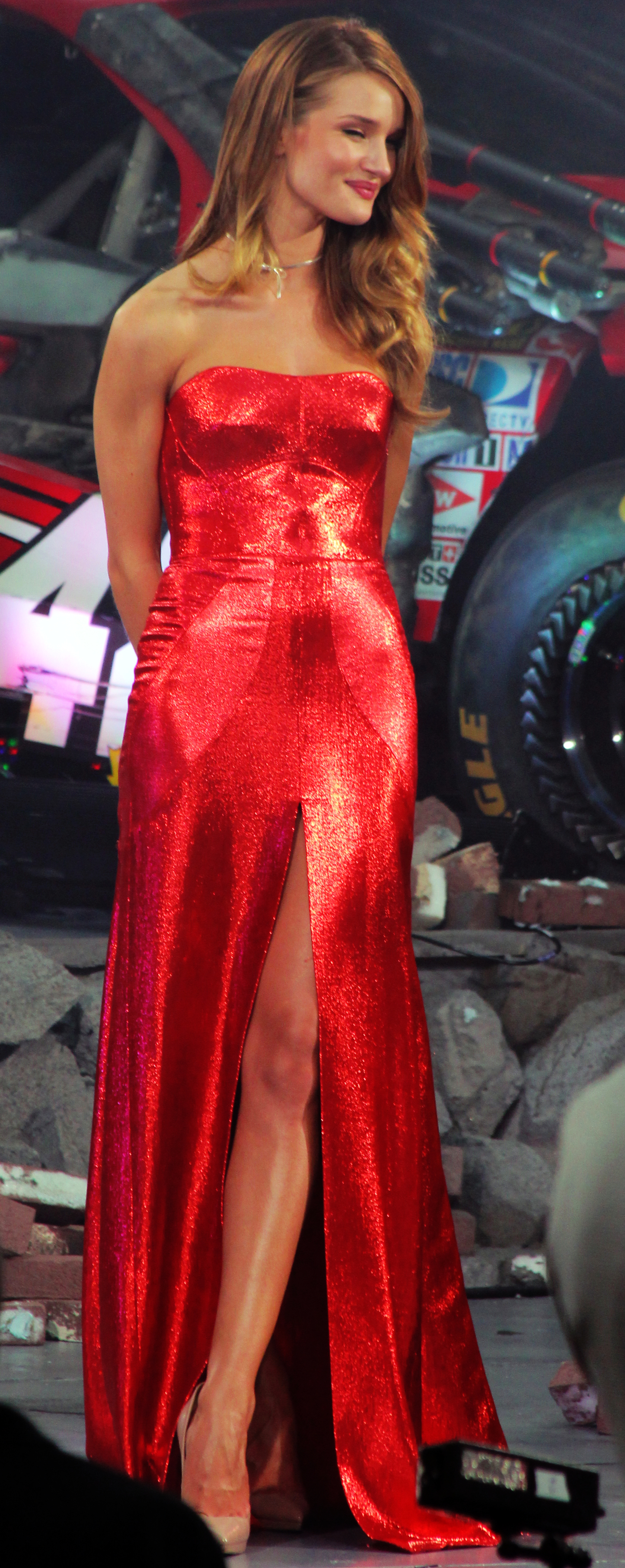
Rosie Huntington-Whiteley à la première du film.

- Josh Duhamel (VF : Alexis Victor ; VQ : Patrice Dubois) : le lieutenant-colonel William Lennox
- Rosie Huntington-Whiteley (VF : Charlotte Correa ; VQ : Ariane-Li Simard-Côté) : Carly Spencer
- Tyrese Gibson (VF : Bruno Henry ; VQ : Patrick Chouinard) : Robert Epps
- John Turturro (VF : Vincent Violette ; VQ : François L'Écuyer) : Seymour Simmons
- Patrick Dempsey (VF : Damien Boisseau ; VQ : Gilbert Lachance) : Dylan Gould
- Frances McDormand (VF : Jocelyne Darche ; VQ : Chantal Baril) : Charlotte Mearing
- Alan Tudyk (VF : Tanguy Goasdoué ; VQ : Thiéry Dubé) : Dutch
- John Malkovich (VF : Edgar Givry ; VQ : Denis Gravereaux) : Bruce Brazos
- Glenn Morshower (VF : Patrick Borg) : le général Morshower
- Kevin Dunn (VF : Jacques Bouanich ; VQ : Alain Zouvi) : Ron Witwicky
- Julie White (VF : Marianne Borgo ; VQ : Claudine Chatel) : Judy Witwicky
- Ken Jeong (VF : Franck Sportis ; VQ : Alexandre Fortin) : Jerry Wang
- Buzz Aldrin : lui-même
- Lester Speight (VF : Daniel Lobé) : Hardcore Eddie
- Inna Korobkina : la femme russe
- Elya Baskin (VF : Michel Papineschi) : Dimitri, un cosmonaute russe
- Brett Stimely (VF : Guy Chapellier) : le président John Fitzgerald Kennedy

Et les voix de
- Peter Cullen (VF : Jacques Frantz ; VQ : Guy Nadon) : Optimus Prime
- Leonard Nimoy (VF : Marc Cassot ; VQ : Jean Brousseau) : Sentinel Prime
- Hugo Weaving (VF : Julien Kramer ; VQ : Vincent Davy) : Mégatron
- Charles Adler (VF : Philippe Dumond ; VQ : Tristan Harvey) : Starscream
- Jess Harnell (VF : Gilles Morvan ; VQ : Manuel Tadros) : Ironhide
- Robert Foxworth (VF : Alain Dorval ; VQ : Raymond Bouchard) : Ratchet
- James Remar (VF : Frédéric Norbert) : Sideswipe
- Francesco Quinn : Dino/Mirage
- George Coe (VF : Éric Legrand ; VQ : Denis Mercier) : Q / Wheeljack
- Frank Welker (VF : Bernard Métraux ; VQ : Stéphane Rivard) : Shockwave / Soundwave (en) / Barricade
- Tom Kenny (VF : Gérard Surugue ; VQ : Renaud Paradis) : Wheelie
- Reno Wilson (VF : Frantz Confiac ; VQ : Stéphane Rivard) : Brains
- Keith Szarabajka (VF : Jean-Baptiste Marcenac) : Laserbeak
- John DiMaggio (VF : Serge Biavan) : Leadfoot
- Ron Bottitta (VF : Gérard Dessalles ; VQ : Frédérik Zacharek) : Roadbuster

## Liste desTransformers

### Autobots

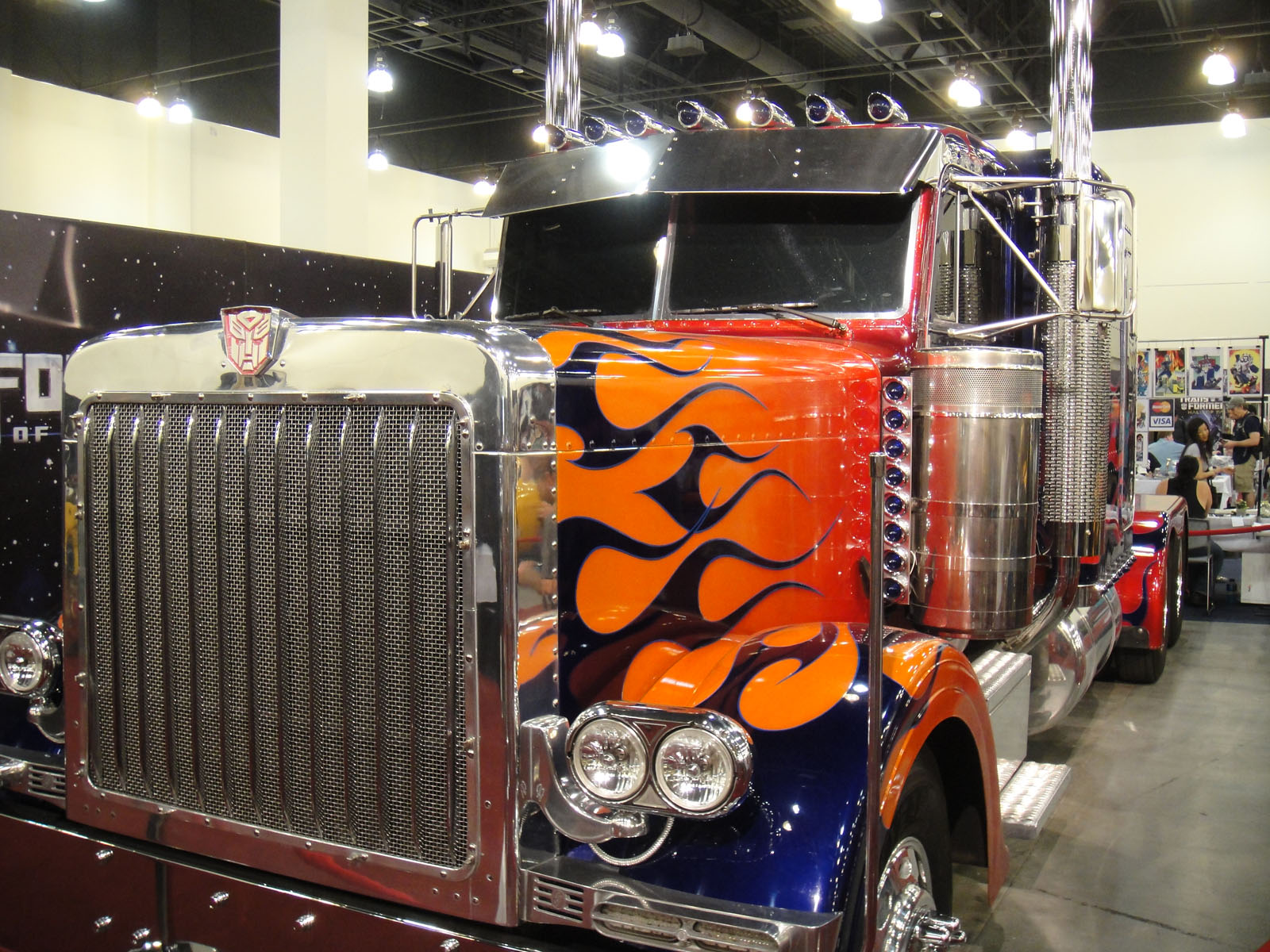
A Peterbilt 379 est utilisé comme mode alternatif d'Optimus Prime.

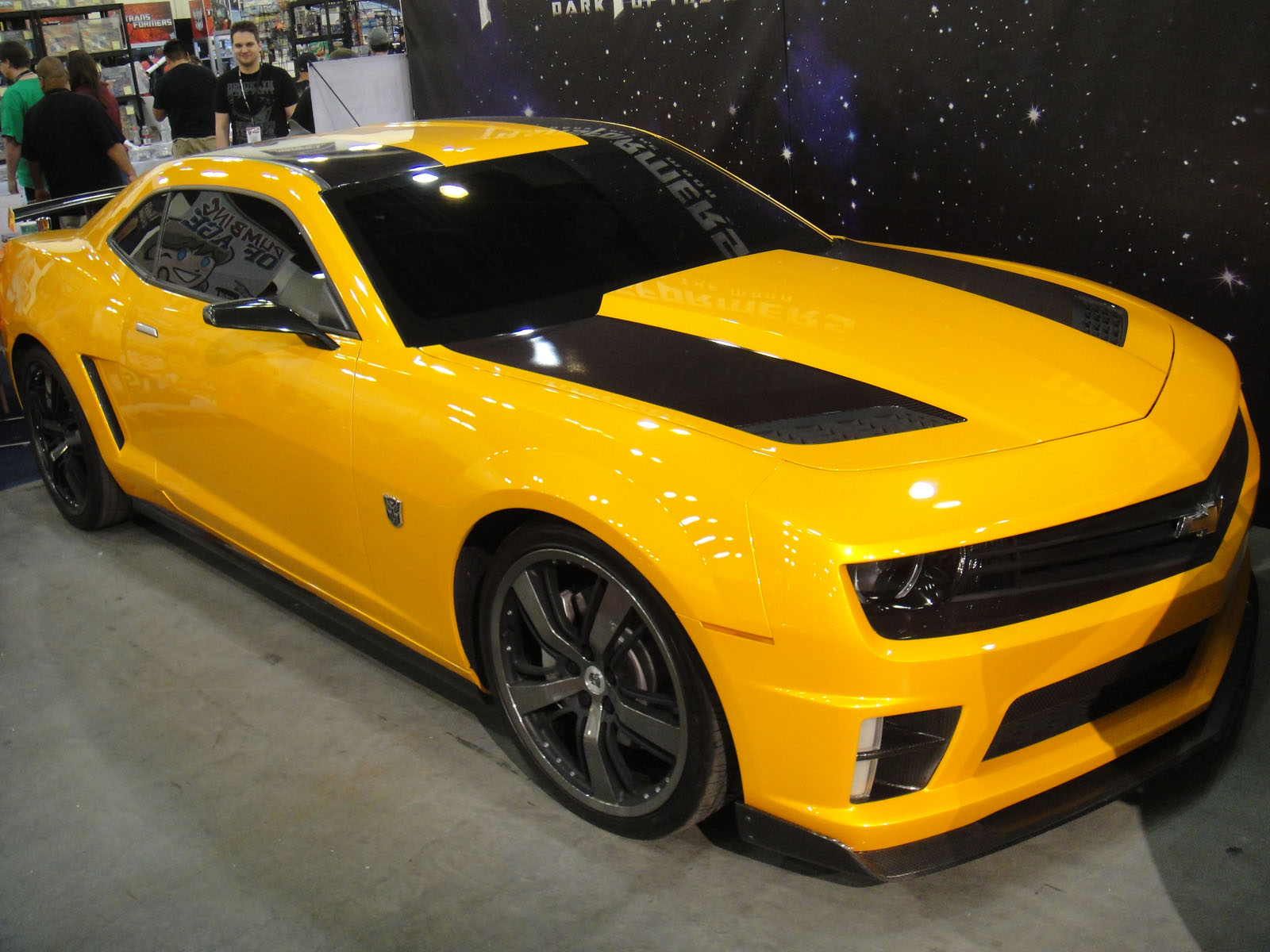
Le Bumblebee Camaro de Transformers 3 à BotCon 2011.

Les Autobots sont la faction de Transformers qui représente le bien : ils se battent pour la liberté de chaque être et contre les Decepticons.
- Optimus Prime, leader des Autobots, se transforme en camion Peterbilt 379 (1994) à 10 roues bleu et rouge avec une remorque.
- Bumblebee, éclaireur Autobot, se transforme en Chevrolet Camaro V (2011) jaune et noire.
- Sentinel Prime, ex chef Autobot, trahit les Autobots pour s'allier aux Decepticons, se transforme en Camion de Pompier Rosenbauer Panther rouge et noir
- Ironhide, spécialiste en arremement Autobot, se transforme en GMC TopKick C4500 modifié (2006) noir
- Ratchet, médecin Autobot, se transforme en Hummer H2 Ambulance Recherche et Sauvetage (2004) blanc et vert.
- Sideswipe, lientenant d'Optimus Prime, se transforme en Chevrolet Corvette C6 Stingray cabriolet (2006) argentée.
- Mirage 'Dino', guerrier Autobot, se transforme en Ferrari 458 Italia (2010) rouge.
- Wheeljack 'Q', vieux technicien Autobot, se transforme en Mercedes-Benz E550 (2009) bleue
- Brains, ex-drone Decepticon devenu Autobot, se transforme en ordinateur portable Lenovo ThinkPad
- Wheelie, ex-drone Decepticon devenu Autobot, se transforme en Monster Truck Bleu (Jouet télécommandé)
- Skids, guerrier Autobot, frère de Mudflap, se transforme en Chevrolet Spark modifiée noire et verte (il n'est jamais vu en mode robot)
- Mudflap, guerrier Autobot, frère de Skids, se transforme en Chevrolet Spark modifiée noire et orange (il n'est jamais vu en mode robot)

Des Autobots identifiables dans le film en tant que flashback ou caméo :
- Les Protoforms, (certains sont morts dans le crash du vaisseau, l'arche).

### Wreckers
Les Wreckers sont une sous-faction d'Autobots lourdement armée. Toutefois ils sont très indisciplinés et très violents.
- Leadfoot, chef des Wreckers se transforme en Target Chevrolet Impala #42 de Chip Ganassi Racing rouge.
- Roadbuster, se transforme en AMP Energy/National Guard Chevrolet Impala #88 de Hendrick Motorsports verte.
- Topspin, se transforme en Lowe's/Kobalt Chevrolet Impala #48 de Hendrick Motorsports bleue.

### Decepticons
Les Decepticons sont la faction de Transformers qui tente d'imposer la force, la puissance et la domination des Transformers dans l'Univers par tous les moyens. Ils combattent les Autobots.
- Mégatron, leader des Decepticons, se transforme en vieux camion Mack Titan
- Starscream, second des Deceptions, se transforme en F-22 Raptor orné de signes cybertroniens
- Shockwave, guerrier Decepticon, se transforme en tank cybertronien
- Driller, foreuse decepticon de Shockwave
- Soundwave (en), espion Decepticon, se transforme en Mercedes-Benz SLS AMG
- Laserbeak, un rapace robotique de Soundwave, se transforme en Ordinateur, imprimante, télé et en petit clone de Bumblebee rose
- Barricade, éclaireur Decepticon, se transforme en Ford Mustang de police
- Igor, tête d'un decepticon mort
- Devcon, quadrupède decepticon, se transforme en camion lance-missile de l'Union Soviétique
- Loader, guerrier Decepticon, se transforme en camion de chargement gouvernemental (il n'est jamais vue en mode robot)
- Watchbot, se transforme en montre
- Sideways, guerrier Decepticon, inspiré de Barricade, de retour malgré sa mort, se transforme en Audi R8
- Les Protoforms, ils sont très nombreux dans cet opus
- Payload, un soldat Decepticon, inspiré de Long Haul, se transforme en camion de poubelle Mack lors de l'arrivée à Washington
- Un soldat Decepticon se transformant en voiture de police Ford lors de l'arrivée à Washington
- Un soldat Decepticon se transformant en pick-up Chevrolet Silverado durant l'attaque de Chicago

### Constructicons
Les Constructicons sont une sous faction de Decepticon très lourdement armée.
- Long Haul, survivant de la bataille d'Égypte, se transforme en camion Caterpillar 773B
- Scrapper, survivant de la bataille d'Égypte, se transforme en tractopelle  Caterpillar 992G

### Dreads
Les Dreads sont une sous-faction de Decepticons qui ont la particularité de posséder ce qui serait semblable à des dreadlocks chez les humains. Ils sont très violents et sont un groupe d'élite utilisé dans les missions très importantes.
- Cranckase, chef des Dreads, se transforme en Chevrolet Suburban de police
- Crowbar se transforme en Chevrolet Suburban de police
- Hatchet se transforme en Chevrolet Suburban de police

## Production

### Développement

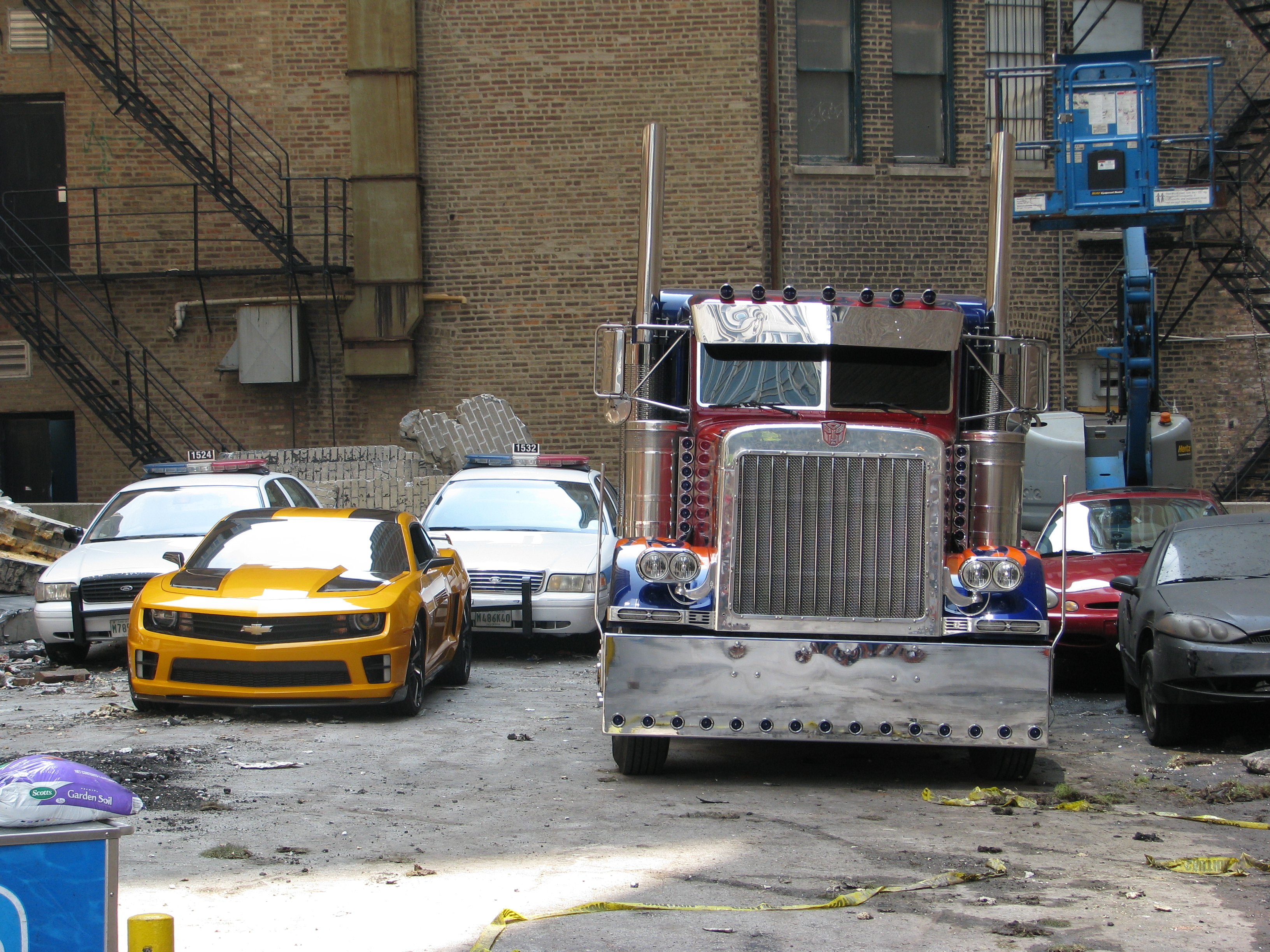
Les véhicules durant le tournage du film

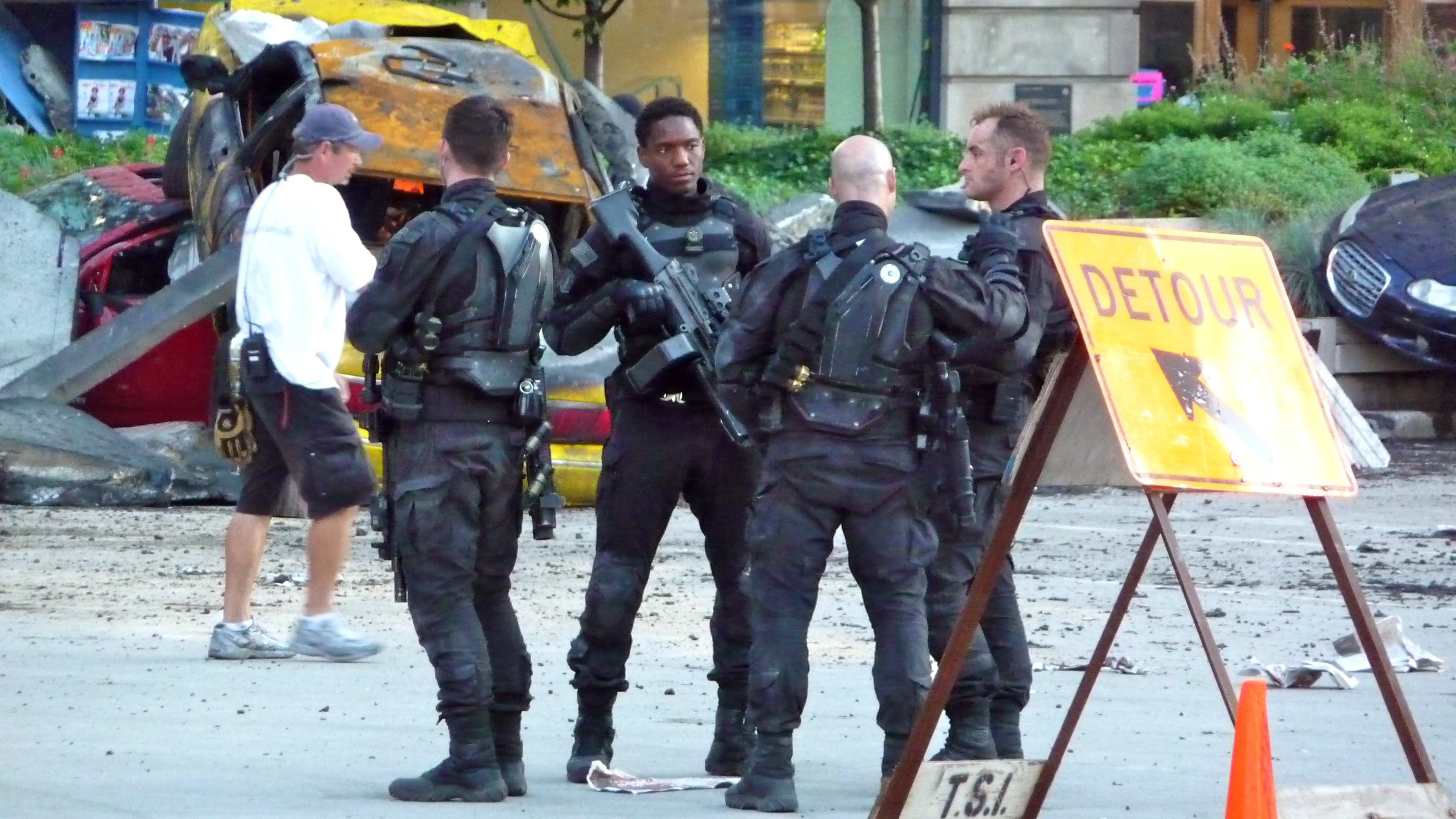
Les acteurs d'un tournage de "Transformers: Dark of the Moon" en juillet 2010.

Le 1er octobre 2009, Michael Bay a révélé que Transformers 3 était déjà en pré-production, et que la date de sortie planifiée serait effectivement le 1er juillet 2011 et non 2012. Ehren Kruger est également impliqué cette fois encore dans l'écriture du scénario. Shia LaBeouf interprétera de nouveau le rôle de Sam Witwicky et il annonce le retour de Bumblebee et Optimus Prime. Le tournage est commencé en mai 2010 à Chicago, Floride, et Moscou, et il est même envisagé de tourner le film  en 3D. Michael Bay révèle que James Avery fera la voix de l'Autobot Silverbot. Dans le bonus caché du Blu-Ray de Transformers 2, Bay fait part de son intention de ne pas faire Transformers 3 forcément plus long que le 2, mais plutôt de creuser un peu plus le mythe, donner plus de profondeur aux personnages, et le rendre plus sombre et émouvant que ses deux prédécesseurs. La vidéo montre également quelques images d'Unicron. Le 9 mars 2010, des planches de dessins ont été dévoilées. On peut apercevoir Optimus Prime sur Cybertron et l'intérieur d'un corps organique, laissant présager l'apparition d'Unicron.

### Pré-production
Le 22 mars 2010, Michael Bay révèle sur son site que Transformers 3 sera tourné dans de nombreux pays (Russie, États-Unis, Chine, Afrique (pays non précisé)), ainsi que l'apparition d'un nouvel Autobot qui se transformera en Ferrari 458 Italia et l'entrée dans le casting de l'acteur Ken Jeong.

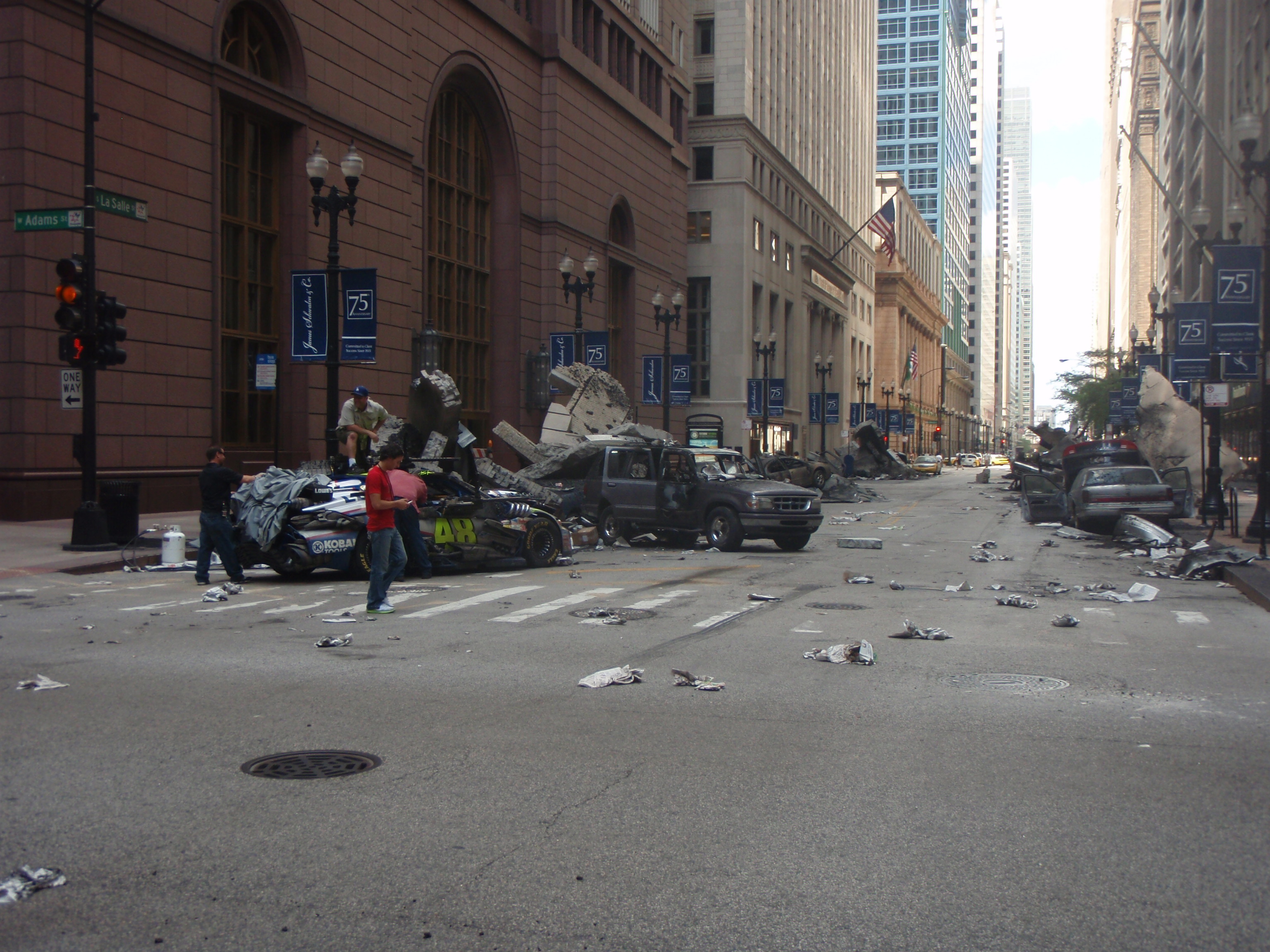
Le tournage de Transformers: Dark of the Moon à Chicago en juillet 2010, au premier plan le dépanneur Autobot Topspin comme une Chevrolet Impala lourdement armée.

Le tournage commence le 18 mai 2010. Il est révélé que Patrick Dempsey sera dans le casting, ainsi que l’actrice Kym Whitley (en). Les jumeaux Skids et Mudflap ne seront pas dans le 3e opus. Après une interview, Shia LaBeouf explique que Transformers 3 sera plus sombre, plus triste et plus sentimental. Il révèle aussi que les Decepticons s'en prendront à l'humanité et feront des morts avant d'annoncer que des scènes seront tournées au Kennedy Space Center et qu'Alan Tudyk s'ajoute au casting.
Environ 70 % du film est tourné en 3D, en utilisant une Arriflex Alexaet des caméras Sony F35. Le tournage s’est achevé le 9 novembre 2010, et le 26 novembre, le film est entré en post-production.

### Fin
Dans la fin originale, l'offre de trêve de Megatron apparaît beaucoup plus sincère ; il s'agenouille et déclare qu'il est fatigué de se battre, qu'il ordonnera à tous les Decepticons de se retirer et que la guerre est terminée. Optimus Prime est initialement sceptique, mais lorsque Megatron propose de laisser Optimus le tuer, il accepte à contrecœur,,.
Cette fin est utilisée pour la novélisation et l'adaptation en bande dessinée. Plusieurs mois avant la sortie officielle du film, le 5 mai 2011, six jours avant la sortie officielle de la collection de poche, des extraits de l'adaptation en bande dessinée d'IDW ont été divulgués par Amazon, révélant à de nombreux fans le retournement de situation majeur de la trahison de Sentinel Prime, qui a été à l'origine du film. La découverte a rapidement été publiée sur plusieurs sites majeurs de fans de Transformers, souvent sans avertissement de spoiler. Cette fuite a convaincu Michael Bay d'imposer un décret interdisant toute préquelle ou adaptation des quatrième et cinquième films afin d'éviter qu'un incident similaire ne se reproduise.

## Bande originale

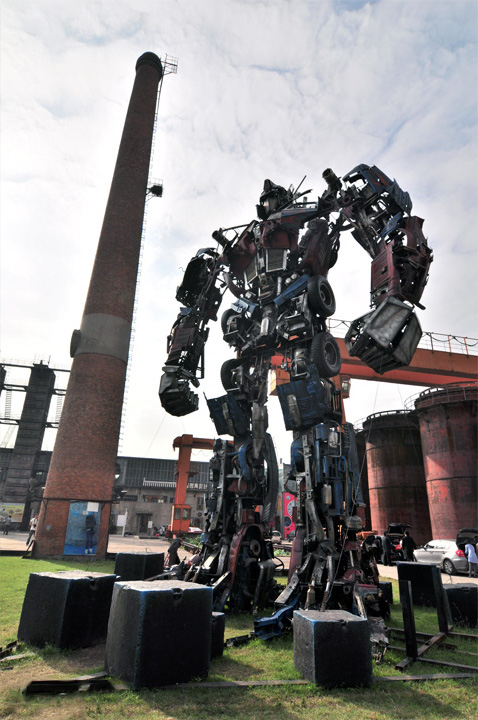
Représentation grandeur nature d'Optimus Prime à Pékin (Chine).

Un album reprenant la bande originale et divers thèmes du film a été commercialisé le 14 juin 2011. La musique intitulée Iridescent de Linkin Park est le principal thème du film. L'album contient également What I've Done utilisé dans le film de 2007 et New Divide utilisé dans le film de 2009. La vidéo musicale d'Iridescent a été produite par Joe Hahn. Deux autres compositions ont été produites spécialement pour l'album, Monster de Paramore et All That You Are des Goo Goo Dolls. D'autres musiques exclusives ont également été introduites, incluant The Pessimist de Stone Sour et The Bottom de Staind.
| 1.  | Iridescent                                          | 4:01 |
| 2.  | Monster                                             | 3:20 |
| 3.  | The Only Hope For Me Is You                         | 4:42 |
| 4.  | Faith (When I Let You Down)                         | 3:08 |
| 5.  | The Bottom                                          | 4:21 |
| 6.  | Get Thru This                                       | 2:43 |
| 7.  | All That You Are                                    | 3:12 |
| 8.  | Head Above Water                                    | 3:32 |
| 9.  | Set The World On Fire                               | 3:40 |
| 10. | Awake and Alive (The Quickening - Rock Radio Remix) | 3:30 |
| 11. | Just Got Paid                                       | 3:34 |

| 12. | Many Of Horror                 | 4:10 |
| 13. | The Pessimist                  | 3:22 |
| 14. | Goodbye - Gate 21 (Rock Remix) | 3:39 |

| 15. | Lifelong Dayshift | 3:37 |
| 16. | Graveyard Dancing | 4:20 |

## Accueil

### Accueil critique
- Aux États-Unis, sur l'agrégateur américain Rotten Tomatoes, le film récolte 35 % d'opinions favorables pour 261 critiques[25]. Sur Metacritic, il obtient une note moyenne de 42⁄100 pour 37 critiques[24].

Lors de la 32e cérémonie des Razzie Awards, Transformers 3 : La Face cachée de la Lune a été nommé Pire film, Michael Bay a été nommé Pire réalisateur, Patrick Dempsey et Ken Jeong ont été nommés Pire second rôle masculin, Rosie Huntington-Whiteley a été nommé Pire second rôle féminin, Ehren Kruger a été nommé Pire scénariste, Shia LaBeouf et Rosie Huntington-Whiteley (mannequin pour sous-vêtement) ont été nommés Pire couple à l’écran et l'équipe d'acteurs a été nommé Pire casting à l'écran.
- En France, le site Allociné propose une note moyenne de 2,4⁄5 à partir de l'interprétation de critiques provenant de 22 titres de presse[26].

### Box-office
Transformers 3 : La Face cachée de la Lune possède un revenu estimé à 181 125 000 de dollars en Amérique du Nord en date du 4 juillet 2011, et à 218 millions dans les autres territoires en date du 3 juillet 2011, pour un total de 399 125 000 de dollars dans le monde entier. Durant son premier weekend dans le monde entier, le film gagne un total de 372,1 millions, faisant de lui le troisième film le plus regardé après Harry Potter et le Prince de sang-mêlé (394 millions) et Spider-Man 3 (381,6 millions). Le film devient alors le plus grand film de qualité IMAX avec un bénéfice de 22,5 millions de dollars.
États-Unis et Canada
Aux États-Unis et au Canada, dès sa première séance (9 h du matin), La Face cachée de la Lune amasse 5,5 millions de dollars. Il amasse également 8 millions durant sa diffusion à minuit, un peu moins que son prédécesseur (16 millions de dollars). Durant sa première journée (mercredi), La Face cachée de la Lune gagne un total de 37,3 millions (incluant les 8 millions amassés précédemment durant la nuit de mardi), faisant de lui le film du mercredi à meilleur revenu de tous les temps. Mais le revenu reste moindre par rapport à son prédécesseur Transformers 2 : La Revanche qui avait amassé un total de 62 millions durant son premier jour de diffusion. Durant jeudi, le film gagne 21,5 millions. La Face cachée de la Lune gagne 32,9 millions le jour suivant (vendredi) pour un total de 97,6 millions alors que son précédent titre Transformers 2 : La Revanche a obtenu 36,7 millions le premier vendredi de la semaine pour un total de 127,8 millions.
Marchés internationaux
Outre-mer, le film gagne un total de 32,5 millions durant son premier jour de séance. Durant jeudi, le gain total est de 66 millions de dollars (loin devant les 44,2 millions de dollars qu'avait rapporté Pirates des Caraïbes 4).
En Russie, le film gagne 4,2 millions de dollars durant son premier jour de diffusion faisant de lui le meilleur film à revenu après Pirates des Caraïbes : La Fontaine de jouvence (5 millions de dollars) et rapporte 22 millions à la fin du premier weekend de diffusion. En Corée du Sud, le film amasse 5 millions de dollars. Durant sa première semaine de diffusion, il empoche un revenu massif de 28 millions faisant de lui le meilleur film à revenu de tous les temps après Pirates des Caraïbes : La Fontaine de jouvence (16,7 millions). Le film a également été classé au top à Hong Kong puis en Malaisie, aux Philippines, en Thaïlande, à Singapour et au Pérou. Le film a également remporté un succès dans d'autres pays incluant le Royaume-Uni (17,2 millions), l'Australie (16,1 millions), l'Allemagne (15,1 millions), le Mexique (10,8 millions), France (26,24 millions) et Taïwan (10,5 millions).
Ce troisième volet devient le plus rentable de la série Transformers (Transformers : 709 millions de $, Transformers 2 : La Revanche : 836 millions de $). Il remporte un succès international avec 769,632,410 de $  et 1,123,794,079 de $ au niveau mondial avec les 352,390,543 de dollars aux États-Unis. Il devient alors le dixième film à récolter plus d'un milliard de $ dans le monde et est actuellement le 15e film le plus lucratif de l'histoire :
| Pays                           | Box-office                       |
| Box-office Monde               | 1 123 794 079 $                  |
| Box-office International       | 771 403 536 $                    |
| Box-office États-Unis - Canada | 352 390 543 $                    |
| Box-office France              | 2 622 932 entrées (27 705 388 $) |

## Distinctions

### Récompenses
| Récompenses 2011-2012 du film Transformers : La Face cachée de la Lune | Récompenses 2011-2012 du film Transformers : La Face cachée de la Lune | Récompenses 2011-2012 du film Transformers : La Face cachée de la Lune | Récompenses 2011-2012 du film Transformers : La Face cachée de la Lune  |
| Années                                                                 | Évènements                                                             | Catégories / Récompenses                                               | Lauréat(es)                                                             |
| ---------------------------------------------------------------------- | ---------------------------------------------------------------------- | ---------------------------------------------------------------------- | ----------------------------------------------------------------------- |
| 2011                                                                   | Festival du film de Hollywood                                          | Meilleurs effets visuels de l'année                                    | Scott Farrar                                                            |
| 2011                                                                   | Golden Trailer Awards                                                  | Meilleure bande-annonce blockbuster de l'été 2011                      | Transformers : La Face cachée de la Lune                                |
| 2011                                                                   | Hollywood Post Alliance                                                | Meilleur compositing dans un long métrage                              | Jeff Sutherland, Jason Billington, Christopher Balog et Ben O'Brien     |
| 2011                                                                   | IGN Summer Movie Awards                                                | Prix IGN du public du meilleur film en 3D                              | Transformers : La Face cachée de la Lune                                |
| 2011                                                                   | Oklahoma Film Critics Circle Awards                                    | Pire film                                                              | Transformers : La Face cachée de la Lune                                |
| 2011                                                                   | Scream Awards                                                          | Meilleur film en 3D                                                    | Transformers : La Face cachée de la Lune                                |
| 2012                                                                   | Annie Awards                                                           | Meilleurs effets animés dans un film en prise de vues réelles          | Florent Andorra                                                         |
| 2012                                                                   | BMI Film and TV Awards                                                 | Prix BMI de la meilleure musique de film                               | Steve Jablonsky                                                         |
| 2012                                                                   | Grands Prix de la vidéo et de la VOD                                   | Prix du meilleur film international en VOD                             | Michael Bay                                                             |
| 2012                                                                   | Taurus World Stunt Awards                                              | Meilleure cascade spécialisée                                          | Julian Boulle, Jon Devore, Andy Farrington, J.T. Holmes et Mike Swanson |
| 2012                                                                   | Visual Effects Society                                                 | Meilleur environnement fictif dans un film en prise de vues réelles    | Giles Hancock, John Hansen, Tom Martinek et Scott Younkin               |
| 2012                                                                   | Visual Effects Society                                                 | Meilleur modèle et maquette dans un film                               | Timothy Brakensiek, Kelvin Chu, Dave Fogler et Rene Garcia              |

### Nominations
| 2011 | Golden Schmoes Awards                                                | Meilleure scène d'action de l'année                                                | séquence des Robots contre Chicago |
| 2011 | Golden Schmoes Awards                                                | Meilleurs effets spéciaux de l'année                                               | Transformers : La Face cachée de la Lune |
| 2011 | Golden Schmoes Awards                                                | Film le plus surestimé de l'année                                                  | Transformers : La Face cachée de la Lune |
| 2011 | Golden Schmoes Awards                                                | Pire film de l'année                                                               | Transformers : La Face cachée de la Lune |
| 2011 | Festival du film de Hollywood                                        | Prix du film hollywoodien                                                          | Transformers : La Face cachée de la Lune |
| 2011 | Hollywood Post Alliance                                              | Meilleur étalonnage dans un procédé DI (Digital Intermediate) pour un long métrage | Stefan Sonnenfeld |
| 2011 | IGN Summer Movie Awards                                              | Meilleur film en 3D                                                                | Transformers : La Face cachée de la Lune |
| 2011 | Satellite Awards                                                     | Meilleurs effets visuels                                                           | John Frazier, Matthew E. Butler, Scott Benza et Scott Farrar |
| 2011 | Satellite Awards                                                     | Meilleur son (montage et mixage)                                                   | Ethan Van der Ryn, Gary Summers, Erik Aadahl, Greg P. Russell et Jeffrey J. Haboush |
| 2011 | Scream Awards                                                        | Meilleur film de science-fiction                                                   | Transformers : La Face cachée de la Lune |
| 2011 | Scream Awards                                                        | Meilleurs effets spéciaux                                                          | Transformers : La Face cachée de la Lune |
| 2011 | Scream Awards                                                        | Meilleur caméo                                                                     | Buzz Aldrin |
| 2011 | Scream Awards                                                        | Meilleure scène de poursuite                                                       | (pour La poursuite sur l'autoroute) |
| 2011 | Teen Choice Awards                                                   | Meilleur film de l'été                                                             | Transformers : La Face cachée de la Lune |
| 2011 | Teen Choice Awards                                                   | Meilleure star masculine de cinéma de l'été                                        | Shia LaBeouf |
| 2011 | Teen Choice Awards                                                   | Meilleure star féminine de cinéma de l'été                                         | Rosie Huntington-Whiteley |
| 2012 | Academy of Science Fiction, Fantasy and Horror Films - Saturn Awards | Meilleurs effets visuels                                                           | Scott Benza, John Frazier, Matthew E. Butler et Scott Farrar |
| 2012 | Alliance of Women Film Journalists                                   | Suite ou remake qui n'aurait pas dû être réalisé                                   | Transformers : La Face cachée de la Lune |
| 2012 | Behind the Voice Actors Awards                                       | Meilleure performance vocale masculine dans un long métrage                        | Leonard Nimoy (Pour la voix de Sentinel Prime) |
| 2012 | Behind the Voice Actors Awards                                       | Meilleur ensemble vocal dans un long métrage                                       | Peter Cullen, Leonard Nimoy, Frank Welker, Hugo Weaving, Jess Harnell, Robert Foxworth, Tom Kenny, George Coe, Reno Wilson et Charlie Adler                                                     |
| 2012 | Empire Awards                                                        | Meilleur film en 3D                                                                | Transformers : La Face cachée de la Lune |
| 2012 | Evening Standard British Film Awards                                 | Blockbuster de l'année                                                             | Transformers : La Face cachée de la Lune |
| 2012 | Motion Picture Sound Editors                                         | Meilleur montage de musique dans un film                                           | Alex Gibson et Ryan Rubin |
| 2012 | Motion Picture Sound Editors                                         | Meilleur montage sonore - Effets sonores et bruitages dans un film                 | Ethan Van der Ryn, Erik Aadahl, Jonathan Klein, John Roesch, Alyson Dee Moore, P.K. Hooker, Ai-Ling Lee, John Marquis, Tobias Poppe, Greg ten Bosch, Christian Schaanning et Willard Overstreet |
| 2012 | Oscars                                                               | Meilleur mixage sonore                                                             | Gary Summers, Greg P. Russell, Jeffrey J. Haboush et Peter J. Devlin |
| 2012 | Oscars                                                               | Meilleur montage sonore                                                            | Ethan Van der Ryn et Erik Aadahl |
| 2012 | Oscars                                                               | Meilleurs effets visuels                                                           | Scott Farrar, Scott Benza, Matthew E. Butler et John Frazier |
| 2012 | People's Choice Awards                                               | Film de l'année                                                                    | Transformers : La Face cachée de la Lune |
| 2012 | People's Choice Awards                                               | Film d'action préféré                                                              | Transformers : La Face cachée de la Lune |
| 2012 | Screen Actors Guild Awards                                           | Meilleure équipe de cascadeurs                                                     | Transformers : La Face cachée de la Lune |
| 2012 | Visual Effects Society                                               | Meilleur compositing dans un film                                                  | Christopher Balog, Ben O'Brien, Amy Shepard et Jeff Sutherland |
| 2012 | Visual Effects Society                                               | Meilleurs effets visuels dans un film en prise de vues réelles                     | Scott Benza, Wayne Billheimer, Matthew E. Butler et Scott Farrar |
| 2012 | Visual Effects Society                                               | Meilleure photographie virtuelle dans un film en prise de vues réelles             | Michael Balog, Richard Bluff, Shawn Kelly et Jeff White |

## Exploitation

### Éditions en vidéo
- En France, le film Transformers 3 : La Face cachée de la Lune est sorti en DVD et en combo Blu-ray + DVD le 2 novembre 2011[41],[42].

Par la suite, le film est ressorti en :
- combo Blu-ray 3D + Blu-ray + DVD + Copie digitale le 8 février 2012
- Blu-ray simple le 14 janvier 2013
- combo Blu-ray 3D + Blu-ray 2D le 1er avril 2015
- VOD le 1er février 2016
- DVD simple et Blu-ray simple le 1er juin 2017,
- Blu-ray édition SteelBook le 2 novembre 2017
À la suite des évolutions techniques afin d'améliorer la qualité d'image et de sons, le film sort dans une édition 4K Ultra HD + Blu-ray le 5 décembre 2017 et le 31 mai 2023 en 4K Ultra HD simple
- Au Québec, le film est sorti en DVD / Blu-ray le 30 septembre 2011[51].

### Adaptation en jeu vidéo
Activision a développé un jeu vidéo sur consoles Xbox 360, PlayStation 3, Wii, Nintendo DS et Nintendo 3DS. La bande-annonce du jeu vidéo est diffusée en février 2011. Les versions pour Xbox 360 et PlayStation 3 sont développées par High Moon Studios qui ont précédemment développé le jeu vidéo Transformers : La Guerre pour Cybertron. Behaviour Interactive a développé les versions pour Wii, Nintendo DS et Nintendo 3DS. Chacune des versions du jeu a été officiellement commercialisée le 24 juin 2011. L'histoire du jeu se déroule juste avant celle du troisième opus.

## Autour du film

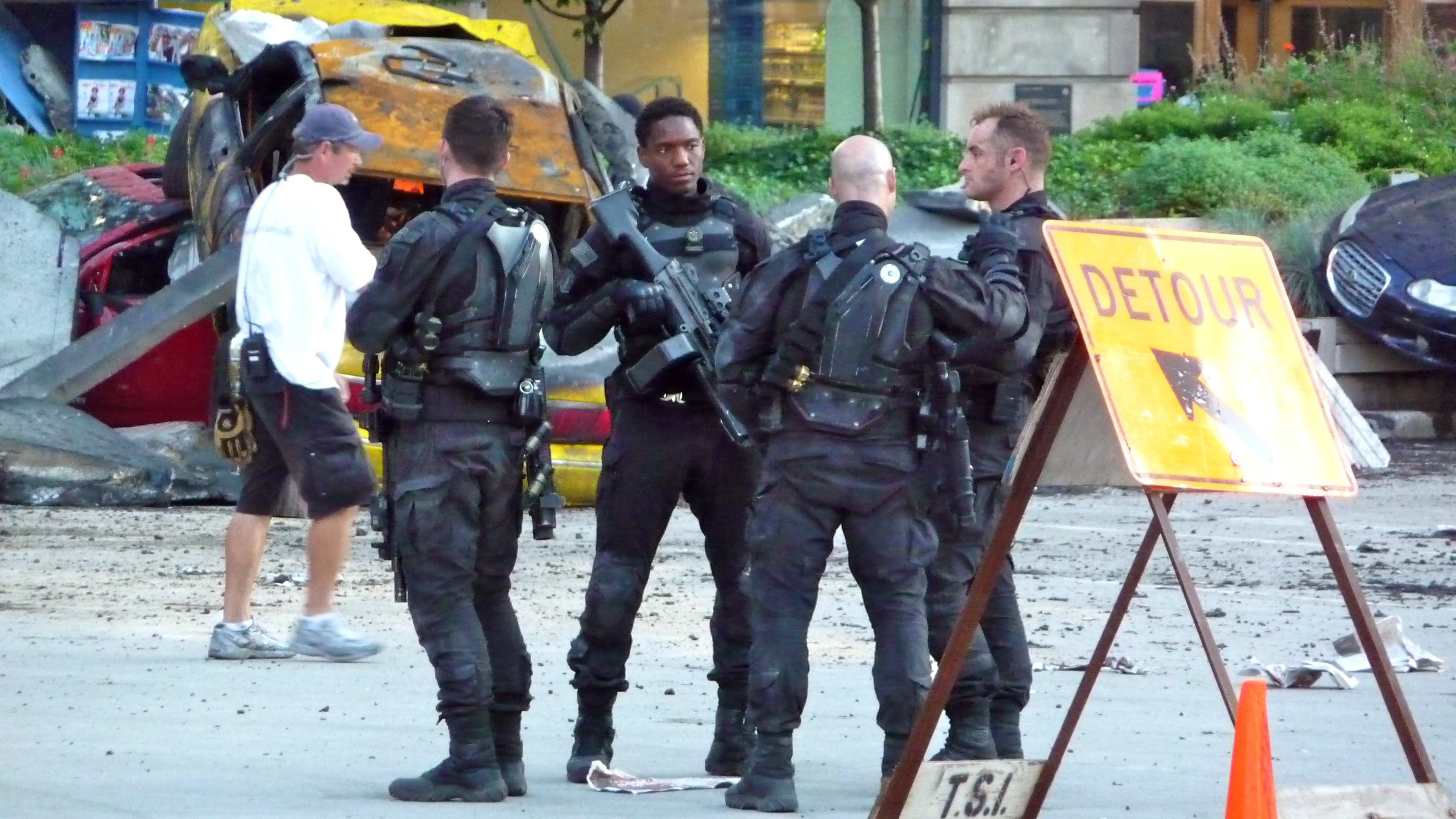
Acteurs sur le tournage du film, à Chicago, le 25 juillet 2010.

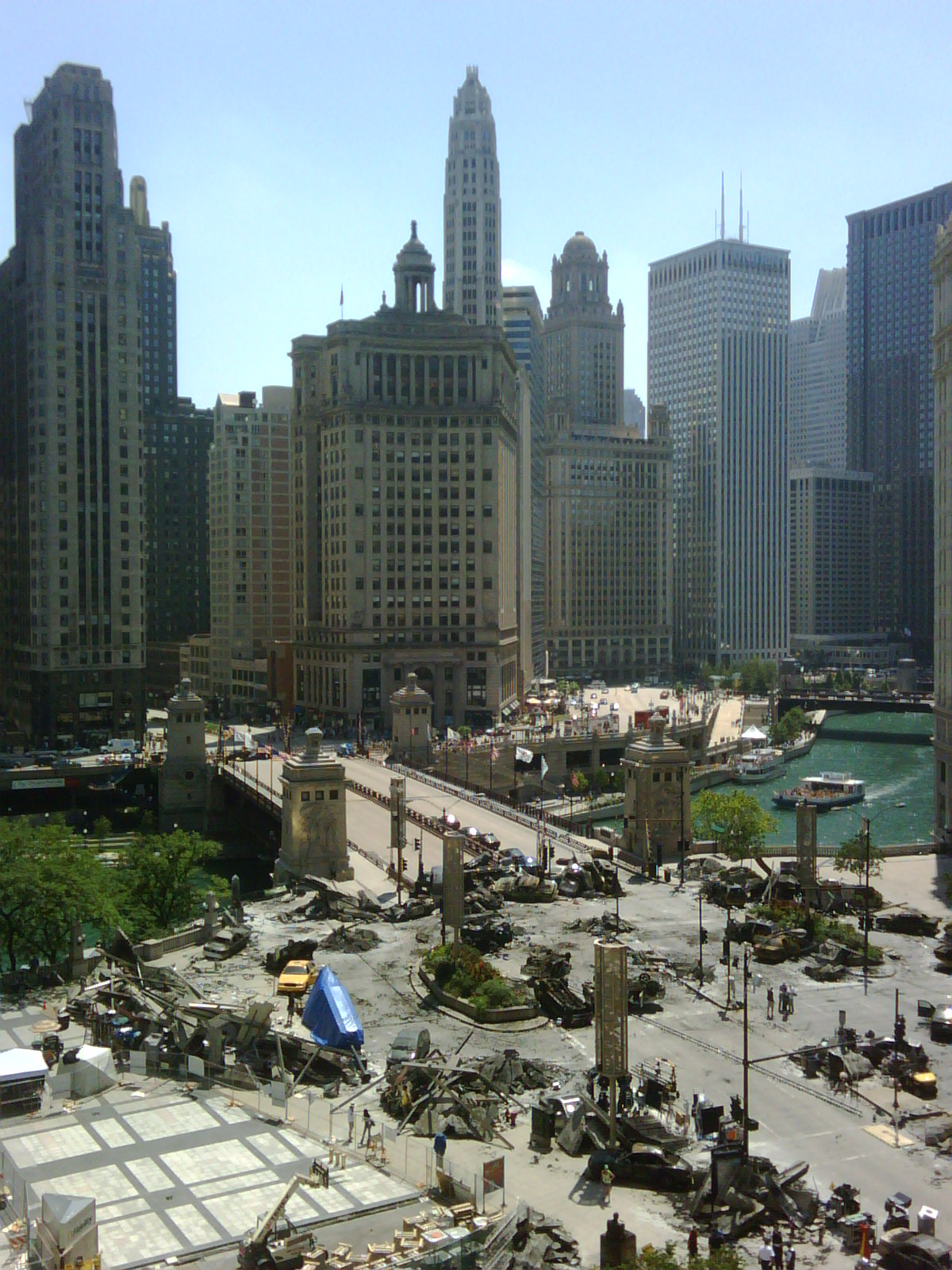
Décors sur le tournage du film autour du pont de Michigan Avenue, à Chicago.

Mégatron n'est pas totalement guéri de ses blessures de Transformers 2 : La Revanche et est ainsi beaucoup moins puissant que dans les deux premiers films. Il se transforme en camion industriel, soit sa première transformation terrestre depuis le début de la série.
Shockwave, d'abord annoncé comme antagoniste majeur est finalement minimisé et apparaît comme le chien de garde de Mégatron, n'ayant qu'un seul mot de dialogue dans le film. En raison des rares apparitions de Mégatron et Shockwave, le rôle de l'antagoniste majeur est attribué à Sentinel Prime, ce qui fait pour la première fois d'un Autobot le méchant principal du film.
Barricade réapparaît dans le 3e film malgré son absence du 2e. Il est largement réduit à un rôle secondaire bien qu'on le voit tuer de ses propres mains Q.
Soundwave (en) réapparaît également dans ce 3e opus. Il ne se transforme plus en satellite cybertronien comme dans le 2e opus et garde son statut d'officier des communications.
Certains Constructicons génériques tels que Long Haul et Scrapper sont vus à Chicago.
Les Autobots Skids et Mudflap qui étaient apparus dans le précédent opus, reviennent dans ce troisième film. Cependant, ils ne sont vus que sur deux plans durant tout le film, et uniquement à la base du N.E.S.T : le premier où les Autobots se garent dans le QG (ils peuvent être aperçu au fond de la queue), puis le deuxième où Ironhide reçoit une nouvelle arme de la part de Wheeljack (l'un des jumeaux apparaît en arrière plan). Ils ne seront plus du tout revus après cette scène. Dans les comics, on apprend qu'ils ont été tués par Sentinel Prime juste après Ironhide.
La poursuite sur une autoroute est tirée du film The Island, sorti en 2005, et réalisé par Michael Bay, car un des figurants ayant été blessé durant le tournage d'une cascade, le temps de tournage sur l'autoroute a été raccourci. Il avait déjà utilisé des plans d'un autre film (Pearl Harbor) dans le premier Transformers.
Durant le film, Sentinel Prime prononce plusieurs fois la phrase « le bien de la majorité passe avant celui de quelques-uns ». C'est une référence au personnage de Spock, interprété par Leonard Nimoy (et voix VO de Sentinel), qui prononce la même phrase dans Star Trek.
À la suite d'une interview de Megan Fox pour le magazine anglais Wonderland Magazine où elle compare Michael Bay à Adolf Hitler, celui-ci a pris la décision de la virer de son rôle de Mikaela Banes, raison pour laquelle elle n'apparaît pas dans Transformers 3. Au début du film, il est même dit à propos de la nouvelle amie de Sam : « Elle va nous laisser, comme l'autre ».

### Erreurs
- Au début du film, on peut voir un responsable de la NASA au téléphone, dans un bureau décoré par une collection de maquettes de fusées. On y voit notamment, la fusée Saturn V, utilisée à partir de 1967, alors que la scène se déroule en 1961.
- Lorsque Dylan Gould (Patrick Dempsey) montre des photos de lui en tenue de pilote de course, on peut voir sur sa ceinture le nom "Patrick Dempsey", soit le vrai nom du comédien. En effet, le sport automobile est l'un de ses hobbies, et il a couru, notamment, les 24 Heures du Mans, en 2009.
- Les images montrant le retour triomphant des astronautes d'Apollo 11 présentent ceux-ci sortant librement du vaisseau Apollo et évoluant à l'air libre. La NASA, ne sachant pas encore que la Lune était totalement dépourvue de vie, avait mis en place une période de quarantaine pour l'équipage Apollo, quarantaine qui durera également pour Apollo 12 et Apollo 14 jusqu'à ce que la NASA supprime cette procédure, du fait du caractère stérile de la Lune. Mais les scénaristes ne jugèrent pas cela important, ni-même enrichissant[56], et ne mirent donc pas ce passage dans le scénario.
- Lors de l'arrivée des Autobots sur la Lune, on peut voir le module lunaire complet de la mission Apollo 11. Or, les astronautes étant revenus sur Terre, le module habitable ne devrait plus être présent.
- Sentinel Prime se transforme en camion de pompier Rosenbauer Panther. Or, étant depuis des années endormi dans son vaisseau spatial sur la Lune, il n'a bien évidemment pas encore scanné ce véhicule. On voit Optimus Prime ramener le corps endormi de Sentinel Prime, déjà composé de pièces de camion (fenêtre, roue...).
- Au début du film, on voit les personnages se rendre dans la ville de Tchernobyl. La ville que l'on voit en général n'est pas Tchernobyl, mais Pripiat, la plus proche de la centrale. Il est donc impossible que les personnages se rendent dans les bâtiments se situant autour du complexe nucléaire aussi rapidement à partir de la place centrale.
- Au début du film , on voit un faux raccord avec Carly Spencer qui a une casquette qui disparaît sur le plan complet suivant.

### Suite
Le 4e volet de la saga Transformers, Transformers : L'Âge de l'extinction, est sorti en 2014. Dans cette suite, Sam Witwicky et tous les autres personnages ont disparu, laissant place à de nouveaux protagonistes tel que Cade Yeager (Mark Wahlberg) et sa fille Tessa (Nicola Peltz). Pourchassés par les humains, Optimus et ses Autobots doivent s'allier à Cade pour sauver leurs vies et celle des Hommes.

### SagaTransformers
- 2007 : Transformers
- 2009 : Transformers 2 : La Revanche
- 2011 : Transformers 3 : La Face cachée de la Lune
- 2014 : Transformers : L'Âge de l'extinction
- 2017 : Transformers: The Last Knight
- 2018 : Bumblebee
- 2023 : Transformers: Rise of the Beasts